# Manor View Motors
Manor View Motors war der erste Hersteller von Automobilen von der Insel Guernsey. Jahrzehnte später folgte mit Bouillot Helsel ein weiteres Unternehmen.

## Unternehmensgeschichte
Leslie Le Tessier gründete 1956 das Unternehmen in Castel und begann mit der Produktion von Automobilen. Der Markenname lautete MVM. Im gleichen Jahr endete die Produktion. Insgesamt entstanden drei Fahrzeuge.

## Fahrzeuge
Das einzige Modell war ein kleiner Sportwagen. Die ersten beiden Exemplare hatten einen Zweizylinder-Zweitakt-Reihenmotor von der British Anzani Motor Company mit 325 cm³ Hubraum und 18 PS Leistung, der im Heck eingebaut war. Das dritte Fahrzeug hatte einen Vierzylindermotor von Coventry Climax mit 1100 cm³ Hubraum. Die Basis bildete ein Rohrrahmen. Darauf wurde eine offene zweisitzige Karosserie aus Kunststoff montiert. Dieser Wagen konnte sich aber auf dem Markt nicht recht durchsetzen.